# Diez mujeres de Stralsund
Diez mujeres de Stralsund (con vestido contemporáneo) es un dibujo de lápiz con tinta marrón sobre papel, realizado por Melchior Lorck aproximadamente el año 1571. Se conserva en la Galería Nacional de Dinamarca en Copenhague.

## Descripción
Las dimensiones son de 22,2 x 31,3 cm. La obra forma parte de una serie de dibujos, que se cree que sirvieron como bocetos para grabados para ilustrar un libro de la historia del vestido. Muestra a las diez mujeres, que están alineadas con trajes de los años 1500/1600. Las mujeres toman diferentes posturas, y esto permitió al autor Melchior Lorck conseguir que se visualizara mejor los conjuntos de ropa desde diferentes ángulos.

## Europeana 280
En abril de 2016, la pintura Diez mujeres de Stralsund fue seleccionada como una de las diez obras artísticas más importantes de Dinamarca por el proyecto Europeana.